# Шверцман, Ингебург
Ингебург Шверцман (нем. Ingeburg Schwerzmann; род. 2 июня 1967, Мюнстер, Северный Рейн-Вестфалия), в девичестве Альтхофф (нем. Althoff) — немецкая гребчиха, выступавшая за сборные ФРГ, объединённой Германии и Швейцарии по академической гребле в 1980-х и 1990-х годах. Серебряная призёрка летних Олимпийских игр в Барселоне, чемпионка мира, победительница многих регат национального и международного значения.

## Биография
Ингебург Альтхофф родилась 2 июня 1967 года в городе Мюнстер, ФРГ. Проходила подготовку в Дортмунде в местном гребном клубе «Ганза».
Впервые заявила о себе в гребле в 1984 году, выиграв бронзовую медаль в распашных рулевых восьмёрках на чемпионате мира среди юниоров в Йёнчёпинге. Год спустя на юниорском мировом первенстве в Бранденбурге заняла пятое место в программе парных четвёрок.
В 1987 году вошла в основной состав западногерманской национальной сборной и выступила на чемпионате мира в Копенгагене, где показала пятый результат в восьмёрках.
Благодаря череде удачных выступлений удостоилась права защищать честь страны на летних Олимпийских играх 1988 года в Сеуле, однако попасть здесь в число призёров не смогла — в финале женских восьмёрок финишировала седьмой.
Первого серьёзного успеха на взрослом международном уровне добилась в сезоне 1989 года, когда побывала на мировом первенстве в Бледе и привезла оттуда награду бронзового достоинства, выигранную в безрульных двойках. Также стартовала здесь в восьмёрках, расположившись в итоговом протоколе на пятой позиции.
В 1990 году в безрульных двойках одержала победу на чемпионате мира в Тасмании. Это был единственный раз в истории, когда западногерманским гребчихам удалось стать чемпионками мира в олимпийской дисциплине.
Начиная с 1991 года представляла сборную объединённой Германии, в частности в этом сезоне выиграла серебряную медаль на мировом первенстве в Вене, уступив в финале безрульных двоек только экипажу из Канады.
Находясь в числе лидеров немецкой национальной сборной, Шверцман благополучно прошла отбор на Олимпийские игры 1992 года в Барселоне — на сей раз стартовала вместе с напарницей Штефани Верремайер в программе безрульных двоек и завоевала серебряную олимпийскую медаль, уступив на финише канадским спортсменкам. За это выдающееся достижение 23 июня 1993 года была награждена высшей спортивной наградой Германии «Серебряный лавровый лист».
После барселонской Олимпиады Ингебург Шверцман завершила спортивную карьеру и переехала на постоянное жительство в Швейцарию к своему мужу, известному швейцарскому гребцу Беату Шверцману. В 1994 году она предприняла попытку вернуться в греблю и в составе швейцарской сборной выступила на чемпионате мира в Индианаполисе — стартовала вместе с молодой Каролиной Люти в парных двойках, но сумела отобраться лишь в утешительный финал B и заняла итоговое седьмое место.
Впоследствии в браке родила дочь (1995) и сына (1998).